# Cnidoscolus vitifolius
Cnidoscolus vitifolius är en törelväxtart som först beskrevs av Philip Miller, och fick sitt nu gällande namn av Johann Baptist Emanuel Pohl. Cnidoscolus vitifolius ingår i släktet Cnidoscolus och familjen törelväxter.

## Underarter
Arten delas in i följande underarter:
- C. v. cnicodendrum
- C. v. vitifolius